# Заложе
Заложе (словен. Založe) је насељено место у општини Ползела, Савињска регија, Словенија.

## Историја
До територијалне реорганизације у Словенији било су у саставу старе општине Жалец.

## Становништво
У попису становништва из 2011. године, Заложе је имало 401 становника.
| Број становника према пописима | Број становника према пописима | Број становника према пописима |
| ------------------------------ | ------------------------------ | ------------------------------ |
| 1991                           | 2002                           | 2011                           |
| 362                            | 363                            | 401                            |